# Кунц, Николай Зыгмунтович
Кунц Николай Зыгмунтович (род. 17 мая 1945) — полковник, кандидат экономических наук, профессор Финансового университета.

## Биография
Родился 17 мая 1945 года в деревне Любашки Брестской области Белорусской ССР.
В четыре года остался сиротой, воспитывался бабушкой. Окончив четыре класса школы, самостоятельно отправился в Брест, чтобы найти областной военкомат и заявить о желании стать военным. К просьбе мальчишки отнеслись серьезно и после прохождения медицинской комиссии, Николай получил направление в Минск. В белорусскую столицу он поехал с двоюродным дядей. Даже после окончания вступительных экзаменов, Николай Кунц был принят в Минское суворовское училище, которое окончил в 1963 году.
Затем окончил Ярославское высшее военное финансовое училище и Военный факультет при Московском финансовом институте (1973 год). В 1980 году окончил адъюнктуру Военного финансово-экономического факультета при МФИ.
Проходил службу в войсках на финансовых должностях в Прибалтийском и Приволжском военных округах, был начальником финансовой службы мотострелковой дивизии Приволжского военного округа (посёлок Тоцкое Оренбургской области).
Ведёт общественную работу, является председателем объединения выпускников Минского СВУ в Москве, которое возглавил в 1987 году. Вовлёк в это движение около 500 человек, проживающих сейчас в Москве и соседних регионах. Является автором книги «Герои суворовцы и нахимовцы».
В 1991 году семья Н. З. Кунца принимала у себя Александра Михайловича Писарева с супругой: того  Писарева, который был кадетом ХХVI выпуска Первого русского великого князя Константина Константиновича кадетского корпуса, а потом уехал в Сан-Франциско, где объединил вокруг себя кадетов Российских кадетских корпусов и спустя много десятилетий прибыл на Родину, чтобы попытаться наладить связи со здешними объединениями суворовцев и нахимовцев. В 1993 году Николай Кунц вместе с женой Ларисой Владимировной в течение месяца был гостем Сан-Францисского объединения кадетов и лично семьи Писаревых.

## Научная и педагогическая деятельность
В течение десяти лет (1987−1997) возглавлял ведущую кафедру «Управление финансово-экономической деятельностью и контроля» Военного финансово-экономического факультета при Финансовой академии при Правительстве РФ. Завершил военную службу в должности начальника кафедры, уволившись в запас в апреле 1997 года. Продолжил работу на той же кафедре в должности профессора до 2007 года, до реформирования руководством Министерства обороны РФ учреждений военно-финансовой подготовки. С 2007 года работал профессором, директором центра инновационных программ и аналитической работы Высшей школы государственного управления Финансового университета при Правительстве Российской Федерации.
Был независимым экспертом по проектам Закона РФ 1993 года «О статусе военнослужащих».
На протяжении многих лет был членом и секретарём диссертационного совета Военного финансово-экономического факультета при МФИ (с 1998 — университета). Подготовил восемь кандидатов экономических наук, был научным руководителем пяти соискателей. Автор многочисленных учебно-методических и научных изданий, один из десяти научных редакторов фундаментального издания «Финансово-экономический энциклопедический словарь», соавтор учебника «Военная экономика», автор двух изданий учебного пособия «Управление финансово-экономической деятельностью войск» и других, автор статей в периодической печати, посвященных проблемам финансового обеспечения войск. Общий объём научных и учебно-методических публикаций — более 150 печатных листов.

## Награды
- Награждён орденом «За службу Родине в Вооружённых Силах СССР» 3-й степени и многими медалями.
- Также награждён кадетским крестом «За верность Отечеству»[4] Открытого Содружества суворовцев, нахимовцев и кадет России.
- В ноябре 2019 года Николай Зыгмунтович Кунц принят в Союз писателей России.

## Основные произведения
- Гордость кадетского братства — Москва: Творческая мастерская Зураба Церетели, 2010.[5]
- Гордость кадетского братства - Москва: Творческая мастерская Зураба Церетели, 2014.
- Гордость кадетсткого братства - Москва, 2018.
- Суворовцы и нахимовцы герои — М.: Интерграф Сервис, 2003.
- Финансы и кредит в экономике Вооруженных Сил : Словарь / Воен. фин.-экон. ун-т Министерства обороны Российской Федерации, Академия проблем военной экономики и финансов; М., 2001.
- Кунц Н. 3. Управление финансово-экономической деятельностью войск: Учебное пособие. 2-е изд., - М.: Финансовая академия при Правительстве РФ, 1998.
- Минское СВУ и кадетское братство — М. ; Минск : 4-й филиал Воениздата, 2004.